# Eduard Winter
Eduard Winter (16. září 1896 Hrádek nad Nisou - 3. března 1982 Berlín) byl český duchovní a historik německého původu, vyučující na německé univerzitě v Praze a na Univerzitě Karlově, od roku 1945 v NDR na univerzitách v Halle (1947–52) a Berlíně (1952–66). Věnoval se především studiu osvícenství a josefinismu.

## Dílo
- Ferdinand Kindermann Ritter von Schulstein, Wien 1926
- Die geistige Entwicklung A. Günther's und seiner Schule, Wien 1931
- Bernard Bolzano und sein Kreis, 1932 (česky) Bolzano a jeho kruh, 1935.
- Religion und Offenbarung in der Religionsphilosophie B. Bolzano's, Breslau 1932
- Tausend Jahre Geisteskampf im Sudentenraum, 1938 (česky) Tisíc let duchovního zápasu, 1940.
- Der Josefinismus und seine Geschichte, 1943 (česky) Josefinismus a jeho dějiny: Příspěvek k duchovním dějinám Čech a Moravy 1740-1848. Praha: Jelínek, 1945
- Die tschechische und slowakische Emigration in Deutschland im 17. und 18. Jahrhundert, 1955
- Frühhumanismus. Seine Entwicklung in Böhmen und deren europäische Bedeutung für die Kirchenreformbestrebungen im 14. Jahrhundert, 1964
- Romantismus, Restauration und Frühliberalismus im österreichischen Vormärz, Wien 1968
- Frühliberalismus in der Donaumonarchie. Religiöse, nationale und wissenschaftliche Strömungen von 1790–1868, Berlin 1968
- Bernard Bolzano. Ein Lebensbild, Stuttgart – Bad Cannstatt 1969
- Revolution, Neuabsolutismus und Liberalismus in der Donaumonarchie, Wien 1969
- Der Bolzanoskreis 1824–1833, Wien 1970
- Die Sozial- und Ethnoethik Bernard Bolzanos. Humanistischer Patriotismus oder romantischer Nationalismus im vormärzlichen Österreich. Bolzano contra Friedrich Schlegel, Wien 1977.

### Edice
- Der Briefwechsel B. Bolzano's mit F. Exner, 1935
- Bernard Bolzano: Gesamtausgabe (s J. Bergem, F. Kambartelem, J. Loužilem, B. von Rootselaarem), Stuttgart – Bad Cannstatt (od r. 1969).